# Хипекве
Хипекве (енгл. Chipekwe) је наводно криптид са подручја језера Бангвеулу и Мверу, мочвара Кафуе и Дилоло и ријеке Лукулу (подручје Анголе и Замбије).

## Други називи
Знан је још под именима: Нтамбуе ја маи (енгл. Ntambue ya mai), Нтамбо ва луи (енгл. Ntambo wa luy), Симба ја маи (енгл. Simba ya mai), Ои-маима (енгл. Oi-maima), Ндаматхиа (енгл. Ndamathia), Нјио-кодоинг (енгл. Nyo-kodoing), Далали (енгл. Dilali) и Маимане (енгл. Maimané).

## Опис криптида
Описује се као Тероподски диносаур дуг 16 метара и тежак приближно 4 тоне, и са једним рогом на носу. Веома је опасна и агресивна животиња и добар је пливач. Главни плијен су му слонови, носорози, воденкоњи и биволи. 